# Paz de Río
Paz de Río is een gemeente in het Colombiaanse departement Boyacá. De gemeente telt 5083 inwoners (2005).